# Liste der Langlaufloipen in Andorra
Die folgende Liste enthält die Langlaufloipen in Andorra. Andorra ist zwar einer der kleinsten Staaten Europas, kann dank seiner Gebirgslage in den Pyrenäen aber ein ausgedehntes Loipennetz von 45 km anbieten. Die Loipen verteilen sich auf das Wintersportgebiet Grandvalira und den Erlebnispark Naturlandia.
| Langlaufgebiet                | Ort/Gebiet                                   | Kilometer | Höhenlage (m ü. M.) | Anzahl Loipen |
| ----------------------------- | -------------------------------------------- | --------- | ------------------- | ------------- |
| Wintersportgebiet Grandvalira | Grau Roig, Pas de la Casa, El Tarter, Encamp | 30        | 1950–2120           | 11            |
| Naturlandia-La Rabassa        | Sant Julià de Lòria                          | 15        | 1850–1900           | 4             |